# Winter Sonata
Winter Sonata (hangul: 겨울연가; hanja: 겨울戀歌; rr: Gyeoul Yeonga; MR: Kyŏuryŏn'ga; lit. "Música de Amor de Inverno"; também conhecido como Winter Love Story e Winter Ballad) é uma série de televisão sul-coreana estrelada por Bae Yong-joon e Choi Ji-woo. É a segunda produção da tetralogia Endless Love, dirigida por Yoon Seok-ho. As filmagens principais aconteceram na ilha turística de Namiseom e Seul. Foi ao ar na KBS2 de 14 de janeiro a 19 de março de 2002, exibida todas as segundas e terças-feiras às 21h55 (KST), totalizando 20 episódios. Também foi adaptado para anime e um musical.

## Sinopse
Joo-sang (Bae Yoon-joon) se muda, com sua mãe, para uma cidade rural, no interior da Coreia do Sul, na tentativa de saber sobre o paradeiro de seu pai. Jovem e cursando a escola local, ele se envolve e se apaixona por Jeong Yoo-jin (Choi Ji-woo), mas após Joo-sang sofrer um acidente e ficar amnésico, sua mãe, que já não compactuava com o amor do casal, decide levar seu filho ao exterior, recomeçando uma nova vida, e separando os dois. Ao Joo-sang regressar ao seu país natal, ele conhece Yoo-jin novamente e passa a questionar a vida que tem levado após sair da Coreia.

## Elenco
- Bae Yong-joon como Kang Joon-sang / Lee Min-hyeong
- Choi Ji-woo como Jeong Yoo-jin
- Park Yong-ha como Kim Sang-hyeok
- Park Sol-mi como Oh Chae-rin
- Lee Hye-eun como Kong Jin-sook
- Ryu Seung-soo como Kwon Yong-gook
- Kwon Hae-hyo como Kim seonbae
- Song Ok-sook como Kang Mi-hee, mãe de Joon-sang
- Jung Dong-hwan como Kim Jin-woo, pai de Sang-hyeok
- Kim Hae-sook como a mãe de Yoo-jin
- Jung Won-joong como Park Jong-ho, "Gargamel"
- Jang Hang-sun como Supervisor Min
- Lee Hyo-chun como a mãe de Sang-hyeok
- Park Hyun-sook como Jeong-ah, colega de Yoo-jin na Polaris
- Son Jong-bum como um colega de Yoo-jin na Polaris
- Yoo Yul como um radialista
- Ha Jae-young como Jeong Hyeon-soo, pai de Yoo-jin[5]

## Recepção
Winter Sonata é creditada por iniciar a segunda fase da Onda Coreana e estendê-la ao Japão e às Filipinas. A série melhorou a imagem da Coreia do Sul entre os japoneses e definiu novas tendências da moda em todo o Extremo Oriente. O drama foi um enorme sucesso comercial; Foram vendidos 330.000 DVDs e 1.200.000 cópias de Winter Sonata. A série rendeu mais de US$ 27 bilhões quando se leva em conta o lucro que ela rendeu ao turismo. O número de turistas na ilha de Namiseom (onde a série foi filmada) cresceu de 250.000 para mais de 650.000 depois que de sua estreia. Uma estátua dos personagens principais também pode ser encontrada na ilha, no local onde eles se beijaram pela primeira vez.

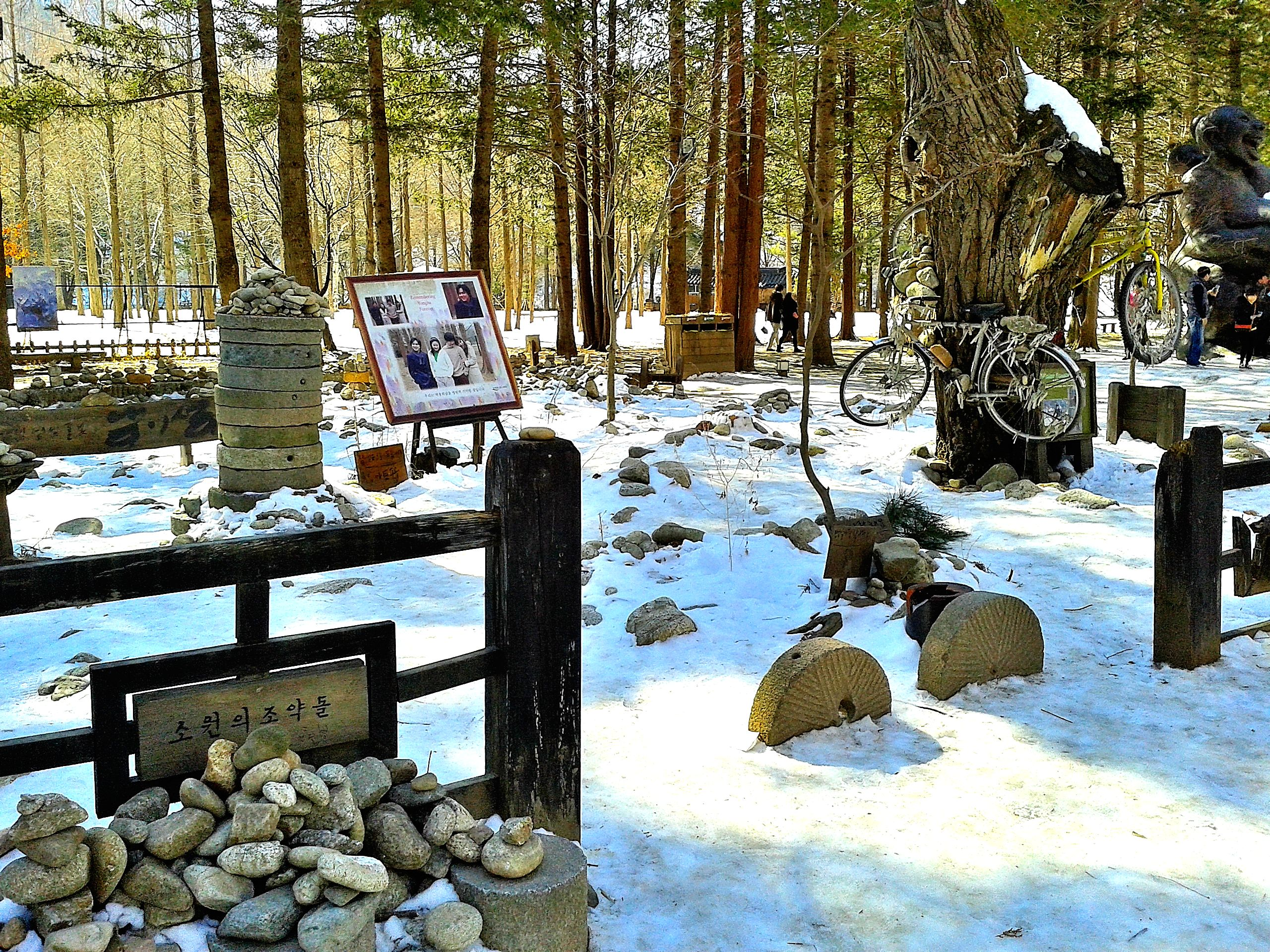
Ilha de Namiseom, com uma placa, a esquerda, disponibilizando dados sobre a série Winter Sonata

A série levou o ator Bae Yong-joon à uma grande fama por toda a Ásia, e ele se tornou popular, especialmente, entre as mulheres japonesas de meia-idade. Quando visitou o Japão pela primeira vez em 2004, a escolta de 350 policiais do ator barrou as mais de 3.000 mulheres que estavam no aeroporto para recebê-lo. Junichiro Koizumi, o primeiro-ministro japonês na época, disse que Bae era mais popular no Japão do que ele próprio.
A série também foi ao ar nas Filipinas em 2003, sendo transmitida no horário nobre da emissora GMA Network, sob o título Endless Love II: Winter Sonata, além de ser um dos programas de maior audiência da época, no país. Como resultado, também trouxe a Onda Coreana para as Filipinas. Assim como no Japão, Bae Yong-joon tornou-se popular entre as mulheres de meia-idade.
A série foi um sucesso também em outras regiões da Ásia e nos Estado Unidos.

## Audiência
| Ep.   | Data de transmissão original | Parcela média de audiência |
| Ep.   | Data de transmissão original | AGB Nielsen                |
| Ep.   | Data de transmissão original | Nacional                   |
| ----- | ---------------------------- | -------------------------- |
| 1     | 14 de janeiro de 2002        | 16.3%                      |
| 2     | 15 de janeiro de 2002        | 16.6%                      |
| 3     | 21 de janeiro de 2002        | 19.2%                      |
| 4     | 22 de janeiro de 2002        | 21.5%                      |
| 5     | 28 de janeiro de 2002        | 21.2%                      |
| 6     | 29 de janeiro de 2002        | 24.1%                      |
| 7     | 4 de fevereiro de 2002       | 27.2%                      |
| 8     | 5 de fevereiro de 2002       | 26.3%                      |
| 9     | 11 de fevereiro de 2002      | 17.8%                      |
| 10    | 12 de fevereiro de 2002      | 16.7%                      |
| 11    | 18 de fevereiro de 2002      | 26.4%                      |
| 12    | 19 de fevereiro de 2002      | 27.0%                      |
| 13    | 25 de fevereiro de 2002      | 27.6%                      |
| 14    | 26 de fevereiro de 2002      | 28.8%                      |
| 15    | 4 de março de 2002           | 26.4%                      |
| 16    | 5 de março de 2002           | 26.4%                      |
| 17    | 11 de março de 2002          | 23.3%                      |
| 18    | 12 de março de 2002          | 22.4%                      |
| 19    | 18 de março de 2002          | 23.7%                      |
| 20    | 19 de março de 2002          | 24.5%                      |
| Média | Média                        | 23.1%                      |

## Trilha sonora
| #  | Título                                           | Artista     | Notas                     |
| -- | ------------------------------------------------ | ----------- | ------------------------- |
| 1  | 처음부터 지금까지 (From the Beginning Until Now) | Ryu         |                           |
| 2  | "My Memory"                                      | Ryu         |                           |
| 3  | 처음 (First Time)                                |             |                           |
| 4  | 그대만이 (Only You)                              | Ryu         |                           |
| 5  | 처음부터 지금까지 (From the Beginning Until Now) |             | Versão intrumental        |
| 6  | "My Memory"                                      |             | Versão de piano e violino |
| 7  | 보낼 수 없는 사랑 (The Love I Cannot Send)       | Kim Wan-sun |                           |
| 8  | 시작 (The Beginning)                             |             |                           |
| 9  | 그대만이 (Only You)                              |             | Versão de piano e violino |
| 10 | "My Memory"                                      |             | Versão de piano           |
| 11 | 잊지마 (Don't Forget)                            | Ryu         |                           |
| 12 | 기억속으로 (Inside the Memories)                 |             |                           |
| 13 | 연인 (Lover)                                     | Ryu         |                           |
| 14 | 제비꽃 (Violet)                                  | Ryu         |                           |
| 15 | 그대만이 (Only You)                              |             | Versão de piano           |
| 16 | 처음 (First Time)                                |             | Versão de piano           |
| 17 | 제비꽃 (Violet)                                  |             | Versão intrumental        |
| 18 | "Love Hurts"                                     | Yiruma      | Ep. 1                     |
| 19 | "When The Love Falls"                            | Yiruma      | Ep. 2                     |

Além disso, "Moment" cantada por Ryu e disponível em seu álbum "Ryu 2", está incluída em algumas versões piratas da trilha sonora de Winter Sonata.

## Transmissão internacional
O drama foi ao ar pela primeira vez no Japão através da NHK em 2004; foi dublado em japonês e seus episódios editados para terem 60 minutos. O episódio final (que foi ao ar em 23 de agosto de 2004) registrou números de audiência de 20,6% em Kanto, 22,5% em Nagoya e 23,8% em Kansai. A série, como um todo, teve uma audiência média na faixa de 14% a 15%. Devido à grande demanda dos telespectadores para assistir a série em seu formato original, ela foi exibida novamente no canal via satélite BS2 da NHK sem nenhuma edição (em seu áudio original coreano, com legendas em japonês), a partir de 20 de dezembro de 2004.
A série foi ao ar no Nepal pela Kantipur Television Network em meados dos anos 2000, dublado em nepali. O drama desencadeou a onda coreana no país e Bae Yong-joon, estrela principal, também tornou-se muito popular entre as mulheres no país.
Na Indonésia, Winter Sonata foi transmitido pela SCTV em agosto de 2002.
Em 2006, a rede americana, AZN Television, comprou os direitos de exibição de Winter Sonata para ser transmitido em sua rede, numa maratona de 24 horas com outros dramas coreanos.
Na Ásia, o drama está disponível para streaming pela plataforma Iflix, com legendas em inglês, indonésio, malaio, mandarim, cingalês, vietnamita e birmanês.

## Anime
Uma adaptação em anime de Winter Sonata, estreou na SKY PerfecTV do Japão, em 17 de outubro de 2009, composto por 26 episódios legendados em japonês e inglês. Dirigido por Ahn Jae-hoon e com roteiro de Kim Hyeong-wan, o programa contou com os 23 atores do elenco original coreano dando voz aos personagens, incluindo Bae e Choi que reprisaram seus papéis principais. O papel de "Sang-hyuk", originalmente interpretado por Park Yong-ha, teve a voz do cantor Kang Yo-hwan, e "Chae-rin", outra personagem da série, teve a voz de Lee Se-na no lugar de Park Sol-mi.

## Musical
Winter Sonata marcou seu 10º ano com uma adaptação em musical, que ocorreu de 27 de setembro de 2011 a 18 de março de 2012. Yoon Seok-ho foi o produtor e diretor de arte, com direção de palco de Yoo Hee-sung (Mozart!, Pimagol Love Song) e trilha sonora de Oh Eun-hee (Dae Jang Geum, Singin' in the Rain). O papel principal de Yoo-jin foi interpretado pela atriz Choi Soo-jin.
O musical Winter Sonata estreou em 2006 em várias cidades do Japão, incluindo Sapporo, Tóquio e Osaka. Também fez temporadas em Busan e Seul, do final de 2010 ao início de 2011, com direção de palco de Im Do-wan (Woyzeck) e trilha sonora de Lee Ji-soo.

## Video games
Dois jogos de pachinko intitulados Pachitte Chonmage Tatsujin 10: Pachinko Fuyu no Sonata e Pachitte Chonmage Tatsujin 15: Pachinko Fuyu no Sonata 2, foram desenvolvidos pela Hack Berry e lançados em 25 de janeiro de 2007 e 25 de dezembro de 2008, respectivamente, para PlayStation 2.
Fuyu no Sonata DS, desenvolvido para Nintend DSi, foi lançado no Japão pela D3 Publisher em 17 de dezembro de 2009.

## Prêmios e indicações
| Ano  | Prêmio                                                  | Categoria                        | Indicado      | Resultado | Ref.                 |
| ---- | ------------------------------------------------------- | -------------------------------- | ------------- | --------- | -------------------- |
| 2002 | 38º Baeksang Arts Awards                                | Melhor Diretor de TV             | Yoon Seok-ho  | Venceu    | [ 28 ]               |
| 2002 | 38º Baeksang Arts Awards                                | Ator Mais Popular (TV)           | Bae Yong-joon | Venceu    | [ 28 ]               |
| 2002 | 38º Baeksang Arts Awards                                | Atriz Mais Popular (TV)          | Choi Ji-woo   | Venceu    | [ 28 ]               |
| 2002 | KBS Drama Awards                                        | Prêmio de Alta Excelência, Ator  | Bae Yong-joon | Venceu    | [ 29 ]               |
| 2002 | KBS Drama Awards                                        | Prêmio de Alta Excelência, Atriz | Choi Ji-woo   | Venceu    | [ 29 ]               |
| 2002 | 10º Korean Most Popular Entertainment Awards            | Melhor Ator (TV)                 | Bae Yong-joon | Venceu    |                      |
| 2013 | 10º Anniversary of Korean Entertainment in Japan Awards | Grande Prêmio (Daesang)          | Bae Yong-joon | Venceu    | [ 30 ] [ 31 ] [ 32 ] |
| 2013 | 10º Anniversary of Korean Entertainment in Japan Awards | Melhor Ator                      | Bae Yong-joon | Venceu    | [ 30 ] [ 31 ] [ 32 ] |